# امرلد ماونتین (آلاباما)
امرلد ماونتین (به انگلیسی: Emerald Mountain) شهرکی در شهرستان المور ایالت آلاباما است که مساحت آن ۴۳٫۳۴ کیلومترمربع است و در سرشماری سال ۲۰۱۰ میلادی، ۲٬۵۶۱ نفر جمعیت داشته و تراکم جمعیتی آن، ۵۹٫۰۹ در کیلومترمربع بوده است.